# NGC 3047
NGC 3047 (другие обозначения — UGC 5323, MCG 0-25-33, ZWG 7.59, PGC 28577) — линзовидная галактика в созвездии Секстанта. Её совместно открыли Шербёрн Бёрнхэм и Джордж Хаф в 1883 году.
NGC 3047 — более яркая галактика в паре с галактикой PGC 28572, иногда называемой NGC 3047A или NGC 3047B, которая расположена в 1,1 минуте дуги к югу от звезды HD 85384. Первооткрыватели, описывая объект, никаким образом не упоминали наличие компаньона. Однако в базе данных SIMBAD обозначение NGC 3047 относится именно к паре галактик.
Хотя на небесной сфере галактики находятся близко друг к другу и имеют схожие лучевые скорости, между ними не видно никаких следов взаимодействия. Возможно, в действительности одна из галактик немного дальше от нас, чем другая.
Этот объект входит в число перечисленных в оригинальной редакции «Нового общего каталога».